# Kaziałużża
Kaziałużża (biał. Казялужжа, Kaziałużża, ros. Козелужье, Koziełużje) – wieś na Białorusi, w obwodzie homelskim, w rejonie chojnickim, w sielsowiecie Sudkowo. W 1921 roku znajdowało się w niej 55 budynków i cmentarz.